# Porta Makedonija
Porta Makedonija (makedonsko Порта Македонија) je slavolok na ploščadi Pela v Skopju v Severni Makedoniji. Gradnja se je začela leta 2011 in je bila dokončana januarja 2012.
Slavolok je visok 21 metrov, stal je 4,4 milijona evrov. Njegova avtorica je Valentina Stefanovska, kiparka, ki je v sklopu projekta Skopje 2014 izdelala še nekaj spomenikov, vključno s kipom, posvečenim Aleksandru Velikemu, uradno imenovanim "Bojevnik na konju".
Slavolok je posvečen 20-letnici makedonske neodvisnosti, njegova zunanja površina pa je prekrita s 193 m2 reliefov, vklesanimi v marmor, ki prikazujejo prizore iz zgodovine Makedonije. V njem so tudi notranji prostori, od katerih v enem deluje državna trgovina s spominki, ter dvigala in stopnice, ki omogočajo javni dostop do strehe, domnevno načrtovane kot prostor za poroke.
Slavolok se sooča s kritikami zaradi visokih stroškov. Zasnovan je tako, da se ujema s skoraj enako visokim kipom Aleksandra Velikega, ki so ga poleti 2011 postavili na osrednjem trgu prestolnice. Obe gradnji sta del projekta Skopje 2014, ki ga je financirala vlada, z ocenjeno neuradno ceno 500 milijonov evrov. Grško zunanje ministrstvo je po odprtju vložilo uradno pritožbo pri oblasteh v Republiki Makedoniji zaradi vključenosti podob zgodovinskih osebnosti, vključno z Aleksandrom Velikim.